# Южноаравийский леопард
Южноаравийский леопард (лат. Panthera pardus nimr) — подвид леопарда, обитающий на Аравийском полуострове. Находится под угрозой исчезновения — популяция на 2006 год составляла около 200—250 особей, с 1996 года занесён в Приложение I СИТЕС.
Статус самостоятельного подвида подтверждён генетическими исследованиями.
Ранее был широко распространён по всему Ближнему Востоку. Сейчас ареал сильно сократился, и во многих регионах он находится на грани вымирания.

## Описание
Является наиболее мелким подвидом леопарда. Окраска основного фона меха варьирует от бледно-жёлтого до ярко-золотого или рыжего. Длина тела до 1,4 м. Масса самцов до 30 кг, самок — до 20 кг.

## Биология и экология вида
В засушливых местах обитания южноаравийскому леопарду требуются большие территории для того, чтобы найти достаточно пищи и воды для выживания. Охотится на добычу средних и мелких размеров: газелей, нубийских горных козлов, таров, зайцев, птиц, ящериц и насекомых.
Территория самцов, как правило, перекрывает территории одной или нескольких самок и яростно защищается от других самцов.
После периода беременности — около 100 дней — самка рождает от 1 до 4 детёнышей в защищённом логове. Детёныши остаются с самкой примерно до двухлетнего возраста.